# Lucio Brunelli
Lucio Brunelli (Roma, 1 de agosto de 1952) é um jornalista italiano, foi vaticanista do TG2 e diretor dos jornais das emissoras da CEI TV2000 e da Rádio InBlu.

## Biografia
Graduou-se em Ciência Política na Universidade "La Sapienza" de Roma com uma tese sobre a formação religiosa e cultural de Giorgio La Pira. Depois de formado, dedicou-se à pesquisa universitária como assistente do historiador Gabriele De Rosa; edita a edição crítica de alguns volumes da Opera Omnia de Luigi Sturzo publica artigos e ensaios sobre a história do pensamento social católico.
Em 1983 iniciou a sua experiência como jornalista profissional no mensal internacional 30Giorni. Posteriormente escreve e colabora com vários semanários, incluindo Il Sabato, L'Europeo, Epoca, Il Mondo. Em 1994 editou um programa para a Rádio Rai, Momenti di pace, que transmite e comenta ao vivo o angelus do Papa.
Em 1995 foi contratado pelo TG2 com as funções de perito do Vaticano. Ele assinou inúmeros documentários e reportagens para a coluna Tg2dossier: La fabbrica dei santi, I segreti di padre Pio, Paradossi siriani, Un sogno chiamato Yemen, Benedetto XVI ritratto inedito, Francesco papa tra la gente, Il mio nome è Francesco. Publicou as memórias do Cardeal Silvio Oddi no livro Il tender mastiff of God (1995).
Em setembro de 2005 revelou na revista Limes os antecedentes do conclave que elegeu Bento XVI com base no diário de um dos cardeais que participou da votação na Capela Sistina. Em 2013 recebeu o primeiro prêmio da Associação Giuseppe De Carli de informação religiosa.
Viúvo, pai de dois filhos, tem como hobby a pesca. Em 2011 publicou com Alver Metalli o romance The Day of Judgment, ed. Fazi, um thriller de ficção ambientado no Vaticano. De 5 de maio de 2014 a 1 de fevereiro de 2019 foi diretor dos dois jornais da Conferência Episcopal Italiana: TV2000 e Radio InBlu. Em 2020 publicou o livro Papa Francisco como eu o conhecia, ed. São Paulo.